# Mezzocorso
Il Mezzocorso, conosciuto anche come cane della Murgia, è un particolare incrocio tra il maschio del molosso e la femmina del mastino abruzzese. Il mezzocorso, a differenza del mastino abruzzese, protegge gli armenti con maggior efficacia avendo ereditato dal padre la ferocia, l'alta tempra e la tenacia per affrontare al meglio i predatori, tra i quali il lupo e l'orso. Al giorno d'oggi, seppur rari, è possibile vederli al lavoro nel cuore della regione d'origine ovvero sia la Puglia. Il mantello del mezzocorso è per lo più pezzato nero,bianco o grigio ed è facile confonderlo con il tornjak della vicina Bosnia. Il mezzocorso è un cane polivalente e può essere adibito come un cane da mandria, da guardia o da difensore.